# Altopiano di Bolaven
L'altopiano di Bolaven (in lao ພູພຽງບໍລະເວນ, traslitterato Phu Phieng Bolaven; in francese plateau des Bolovens), talvolta altopiano di Bolovens, è una fertile regione geografica, dalla superficie dolcemente ondulata, posizionata nel Laos meridionale. Dal punto di vista strutturale, si tratta di una vasta estrusione di lava basaltica formatasi dopo l'impatto con un meteorite.

## Geografia

### Geologia
L'altopiano si sarebbe formato a seguito di un gigantesco impatto avvenuto 790.000 anni fa che avrebbe creato un cratere meteoritico di 15 chilometri di diametro, riempitosi di lava ora solidificata. L'impatto ha dato origine al campo di tectiti chiamate australiti e provocato l'ultima inversione del campo magnetico terrestre.

### Fisica
L'altopiano si estende per circa 6.000 km² e si trova a est di Pakse, tra la valle del Mekong e le colline pedemontane del settore meridionale della Catena Annamita. L'altitudine media è di circa 1100 metri, ha la forma simile a un piattino rovesciato con i bordi più elevati ai suoi margini settentrionale e meridionale e le più alte vette raggiungono i 1583 e i 932 metri sul livello medio del mare. Il territorio è compreso nelle province di Champasak, Attapeu, Salavan e Xekong.

### Clima
Situato lungo il percorso del monsone di sud-ovest, che spira da giugno a novembre, il Boloven riceve ogni anno più di 4000 mm di precipitazioni, il che ne fa la regione più piovosa del Laos. Gran parte della regione è ricoperta da folta vegetazione.

### Antropica
L'altopiano, scarsamente popolato, è abitato principalmente dai laven e da altre popolazioni del gruppo dei lao theung (mon-khmer) tra cui gli alak, i katu, i ta-oy e i suay.  Malgrado la regione abbia un suolo fertile, le guerre civili, le poche vie di comunicazione e le malattie delle piante hanno fatto sì che sia stata poco sfruttata. La strada statale Muang Paksong-Salavan attraversa l'altopiano.

## Origine del nome
Bolaven significa casa dei laven, il gruppo etnico più diffuso sull'altopiano.

## Storia
Nel 1571, l'eroe nazionale e sovrano di Lan Xang Setthathirat I guidò le sue truppe sull'Altopiano di Bolaven per reprimere una rivolta del principe locale, ma fu vittima di un'imboscata e trovò la morte a Saisettha, un villaggio che prese il suo nome e che ospita le sue spoglie.
Con la vittoria nella guerra franco-siamese del 1893, i francesi colonizzarono il Laos, lo inserirono nell'Indocina francese e promossero la coltura del caffè, delle banane e del caucciù sull'altopiano. Dal 1901, Bolaven fu teatro della rivolta popolare Phu Mi Bun contro i francesi, che riuscirono a soffocarla solo nel 1907. I francesi lasciarono il Paese dopo la sconfitta subita nella guerra d'Indocina degli anni 1950.
Durante la guerra del Vietnam, un segmento del sentiero di Ho Chi Minh passava lungo la zona orientale dell'altopiano, il cui controllo era considerato di vitale importanza sia dai Viet Minh che dagli statunitensi. La zona fu quindi pesantemente bombardata dall'aviazione statunitense e dopo il conflitto vaste aree sono rimaste disseminate di bombe inesplose.

## Economia
L'economia locale si basa soprattutto sull'agricoltura, favorita da un clima adatto e dalla particolare fertilità del terreno. Tra i prodotti principali vi sono un caffè di alta qualità, cardamomo, rattan e diversi tipi di frutti, tra cui le banane e gli avocado. Il clima fresco e le spettacolari cascate hanno inoltre favorito lo sviluppo del turismo. In alcune zone viene anche estratta la pagodite, una pietra utilizzata nei lavori di intaglio. Nel 1998 fu inaugurata la prima di una serie di dighe idroelettriche progettate per fornire corrente elettrica nell'altopiano, che hanno avuto un impatto negativo su larghe fasce di popolazione, per la maggior parte delle minoranze etniche, costrette a trasferirsi in siti disagevoli senza la necessaria assistenza da parte delle autorità.

## Galleria d'immagini

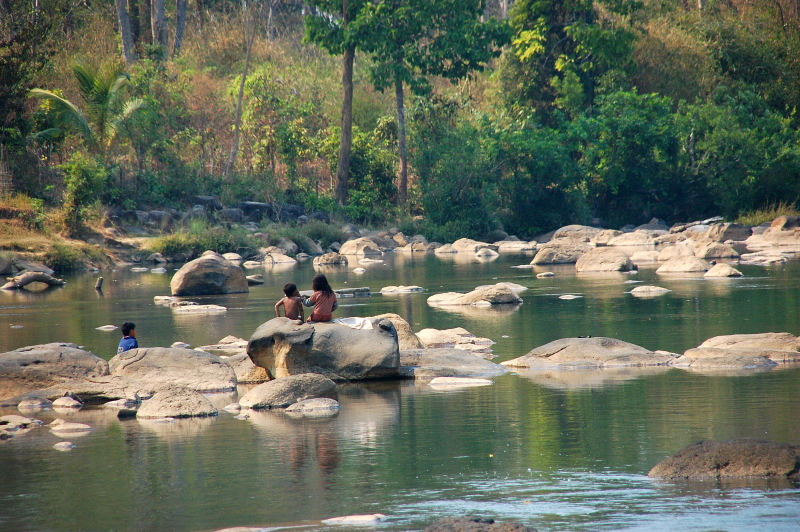
Tad Lo
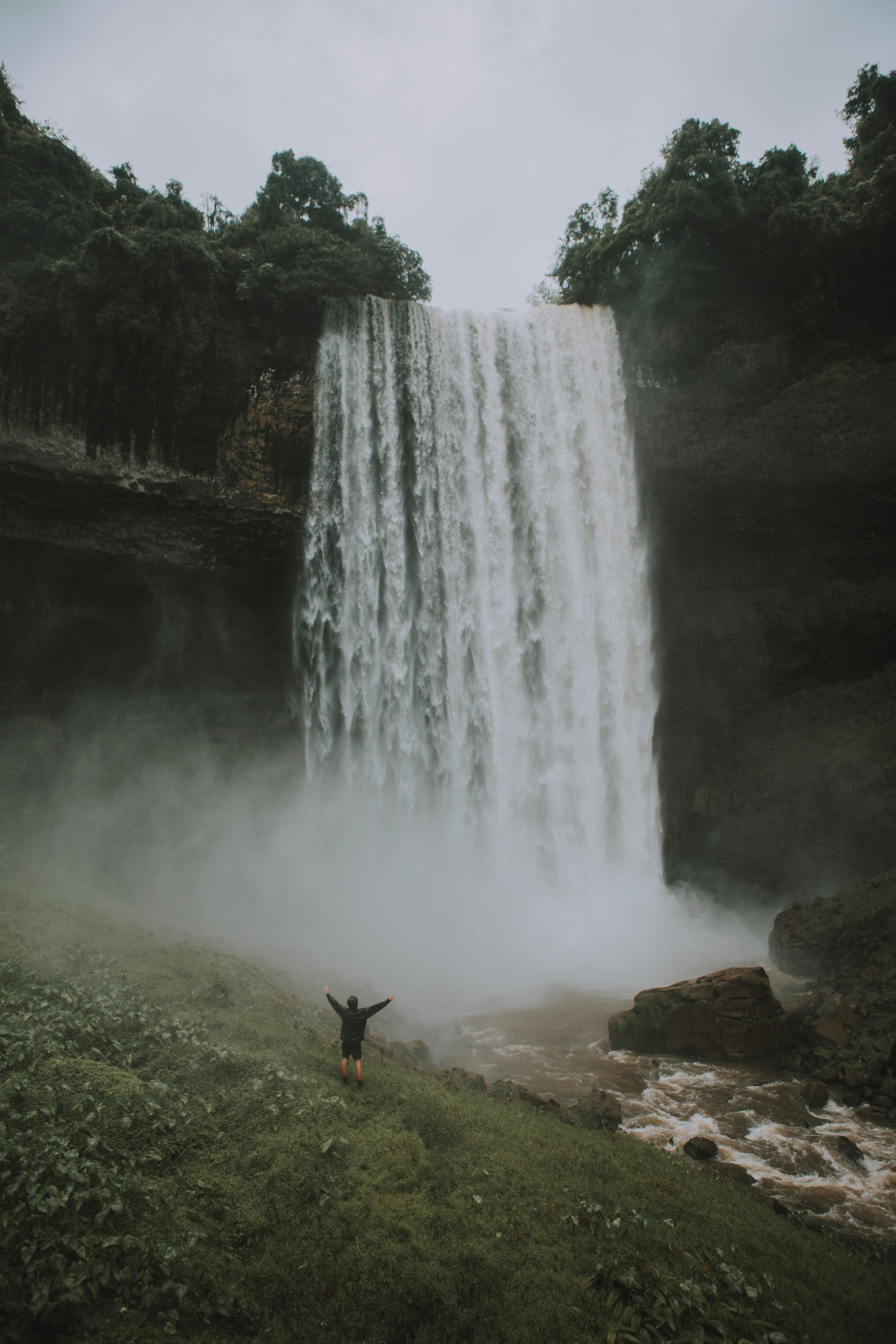
Cascata Tad Tayicsua
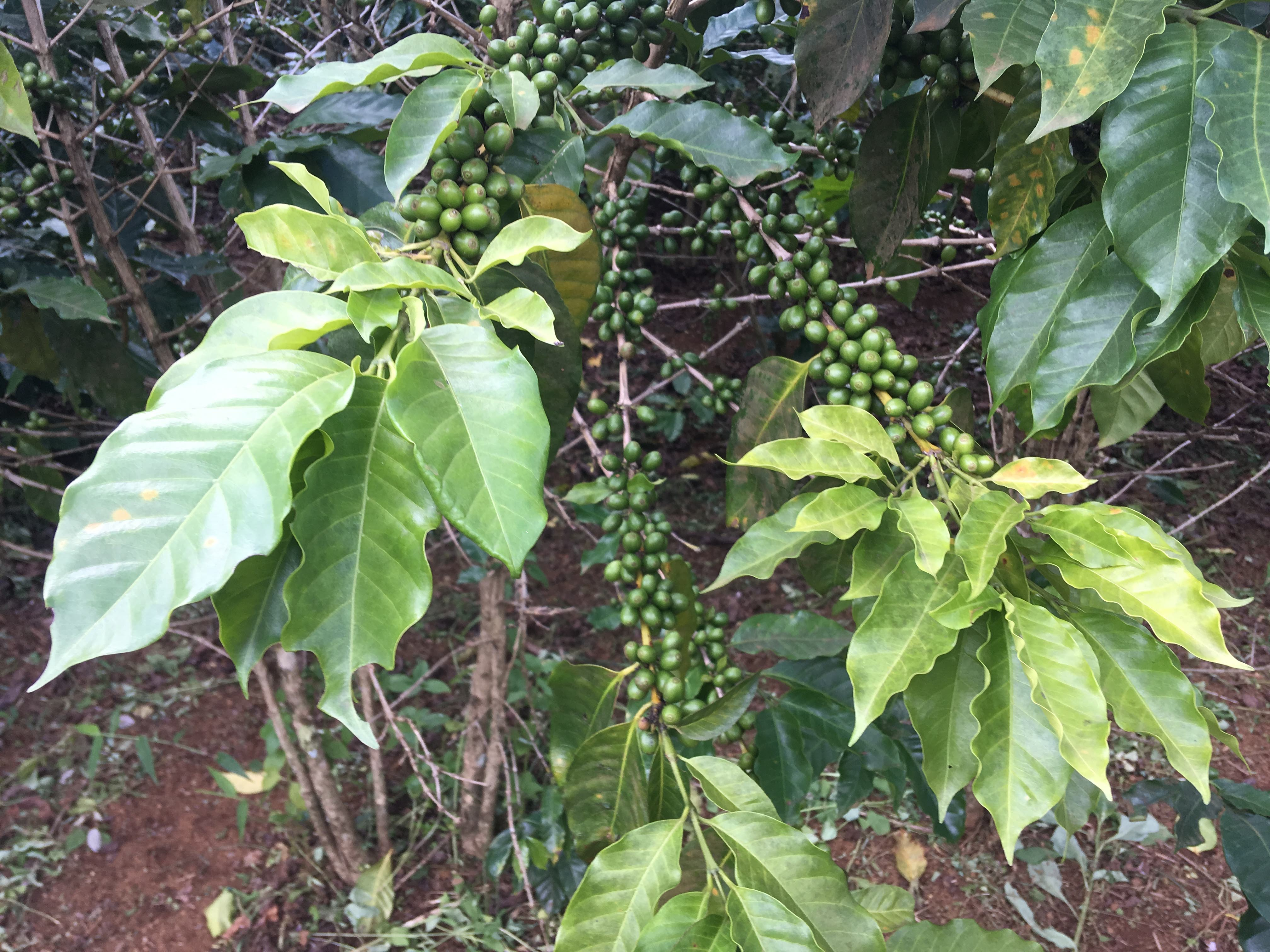
Caffè di Bolaven
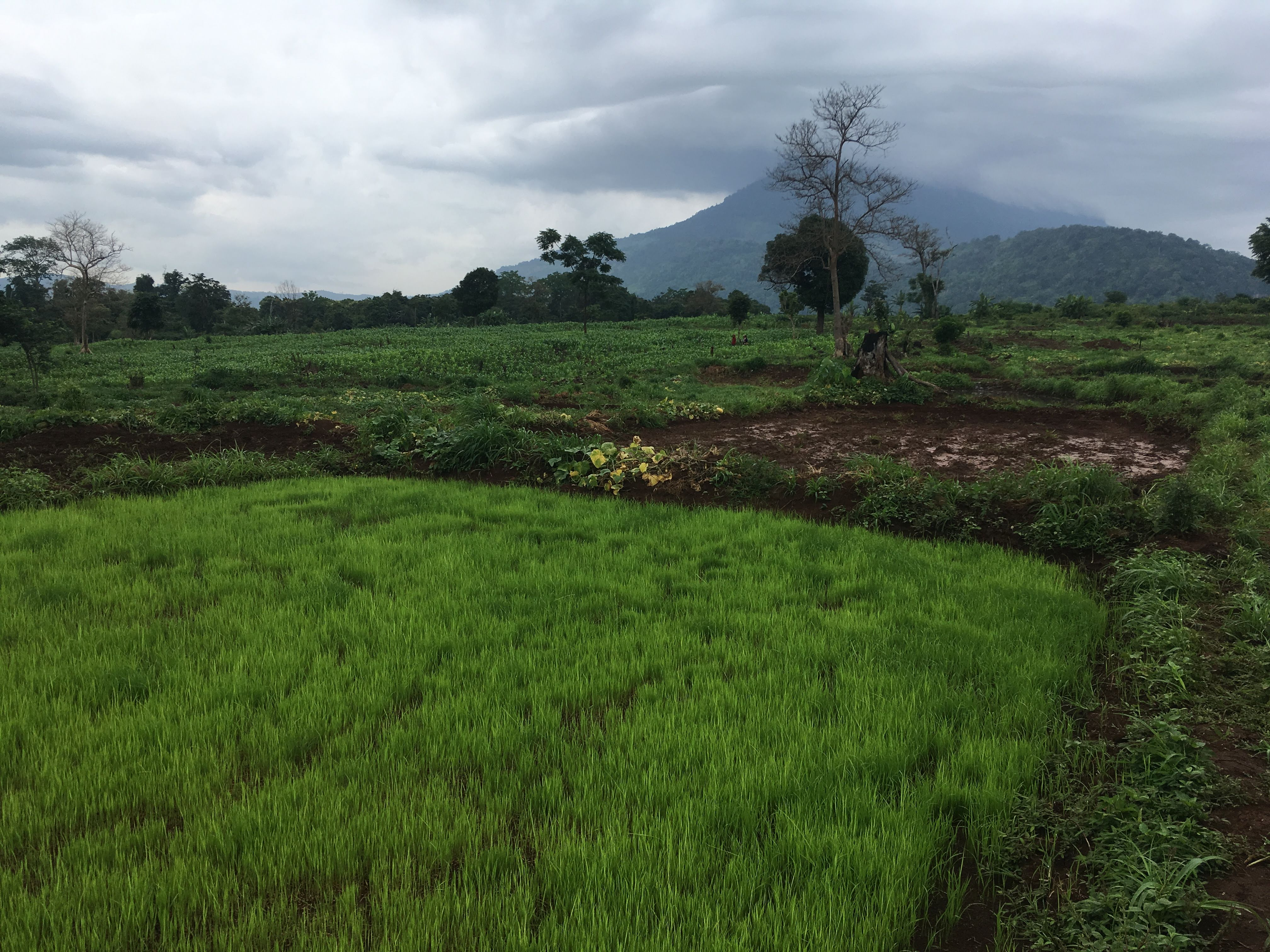
Coltivazione di riso sull'altopiano
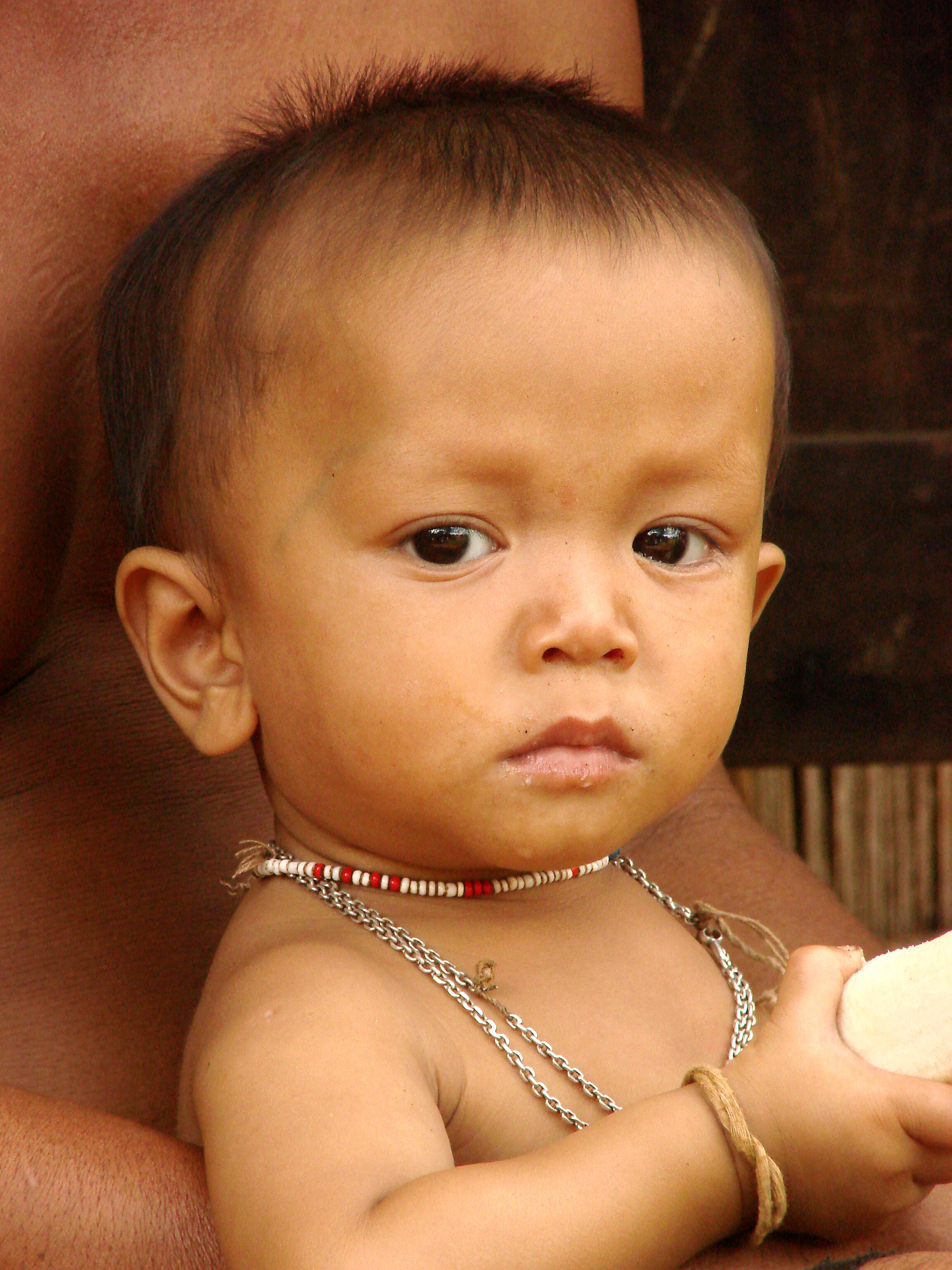
Bambino di una minoranza etnica presente sul Bolaven
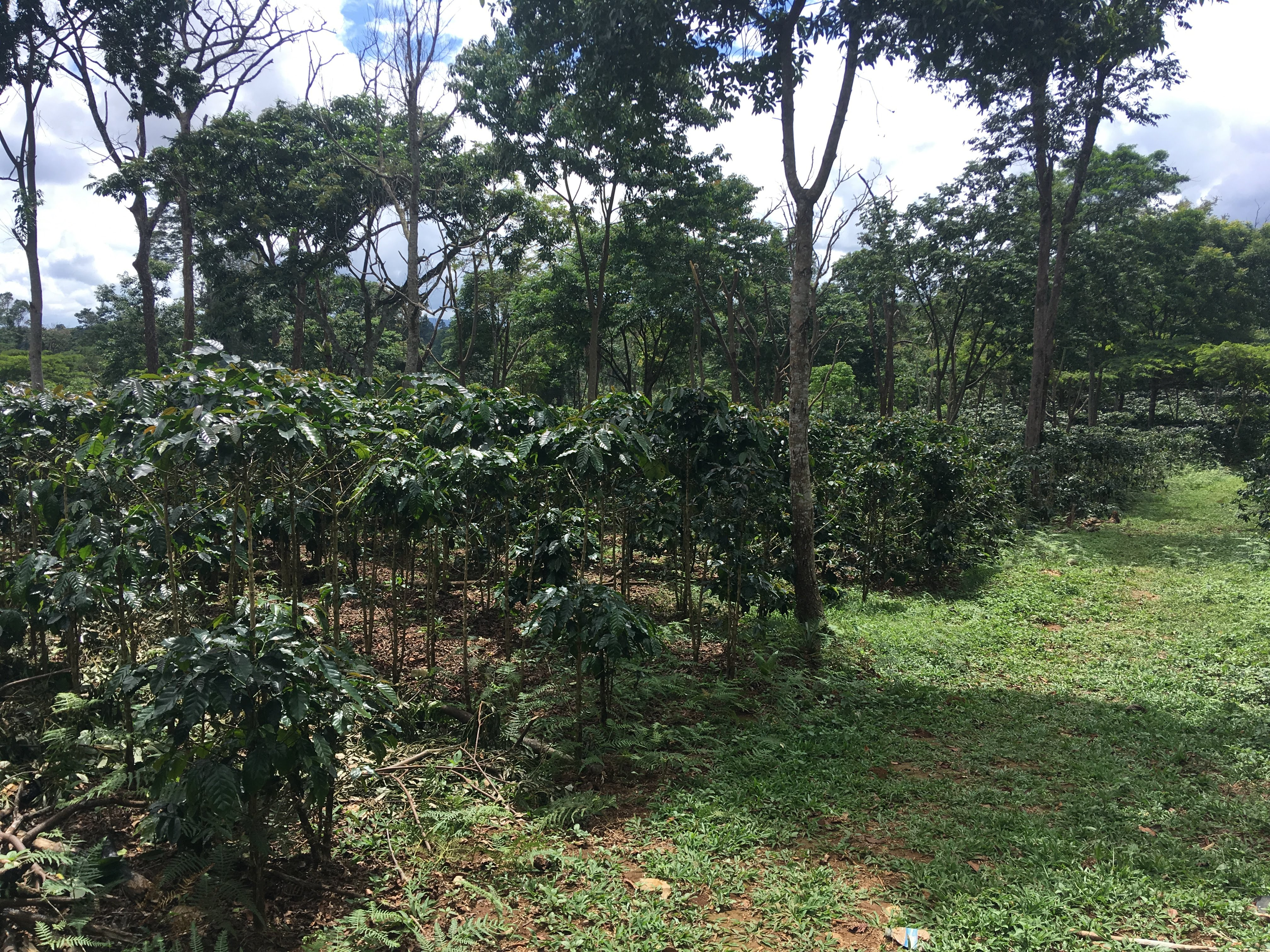
Piantagione di caffè del Bolaven